# Bezirk Kusapín
Kusapín ist ein Bezirk (distrito) des indigenen Territoriums Ngöbe-Buglé in Panama. Die Einwohnerzahl betrug laut Volkszählung 2023 17.047. Es liegt in der Unterregion Ño Kribo.
Es liegt östlich der Küste der Ngäbe-Bugle-Region und nimmt einen Großteil des Territoriums der Valiente-Halbinsel ein. Die Küste verfügt über weiche Strände mit wenigen Klippen, hinzu kommen die Flussmündung, die Bucht und die Sümpfe.
Durch das Gesetz 33 vom 10. Mai 2012 trennte sich der Bezirk Santa Catalina o Calovébora vom Verwaltungsgebiet.

## Gliederung
Der Bezirk Kusapín ist administrativ in folgende Corregimientos unterteilt:
- Kusapín (Hauptstadt)
- Bahía Azul
- Río Chiriquí
- Tobobe
- Cañaveral